# Distretto di Stropkov
Il distretto di Stropkov (okres Stropkov) è uno dei 79 distretti della Slovacchia, situato nella regione di Prešov (Slovacchia orientale).
Prima del 1918, il distretto costituiva la maggior parte della contea ungherese di Zemplín, eccetto l'area del nord-ovest intorno a Duplín, Tisinec, Krušinec, Výškovce, Vislava, Oľšavka, Gribov e Kožuchovce che formava parte della contea di Šariš.

## Geografia antropica
Il distretto è composto da 1 città e 42 comuni:

### Città
- Stropkov

### Comuni
- Baňa
- Breznica
- Breznička
- Brusnica
- Bukovce
- Bystrá
- Bžany
- Chotča
- Duplín
- Gribov
- Havaj
- Jakušovce
- Kolbovce
- Korunková

- Kožuchovce
- Krišľovce
- Kručov
- Krušinec
- Lomné
- Makovce
- Malá Poľana
- Miková
- Miňovce
- Mrázovce
- Nižná Olšava
- Oľšavka
- Potoky
- Potôčky

- Soľník
- Staškovce
- Šandal
- Tisinec
- Tokajík
- Turany nad Ondavou
- Varechovce
- Veľkrop
- Vislava
- Vladiča
- Vojtovce
- Výškovce
- Vyšná Olšava
- Vyšný Hrabovec